# 高松相互銀行
株式会社高松相互銀行（たかまつそうごぎんこう）は、かつて香川県高松市に本店を置き、四国4県を営業区域とした相互銀行である。1971年（昭和46年）10月1日に兵庫相互銀行（→兵庫銀行→みどり銀行→みなと銀行）と合併し、消滅した。合併時点で存在した営業店は全て兵庫相互銀行に引き継がれたが、その後兵庫銀行の経営破綻やみどり銀行の吸収合併を経て段階的に整理されていき、後身のみなと銀行において高松相互銀行時代の痕跡は皆無となった。

## 歴史

### 前身
一時千代田生命保険に籍を置いていた鎌野健一は、旧友を伝手に北九州の「日信殖産株式会社」に高松支店開設要員として入社し高松に帰郷していた。同じころ木下正雄は千代田生命を退社し、新規事業を起こそうと思案中であった。この二人が同じく千代田生命時代の知人を介して合流し、「同じやるなら、何も北九州の支店を新しくつくることはあるまい。高松で独立したものをつくろう」となり、高松における殖産金融会社設立構想が始まる。
設立にあたっては木下が準備に尽力し、商号を「日本相互殖産株式会社」に決定、設立総会も終えた。しかし当時北九州には殖産会社が300社以上が乱立し不良会社・非健全会社・悪徳会社が蔓延し社会問題化していたため、法務局は殖産会社の新規設立を一切認めなかった。窮余した木下はかねての知り合いから「金融業を事業目的とする既存会社の事業目的を変更して殖産金融を行う」というヒントを得て、直ちに百十四銀行志度支店支店長の広瀬寿夫を訪ねた。そこで木下の熱意が通じ、広瀬の協力で当時休眠会社であった「志度商事株式会社」（大正9年3月10日設立）を探し出す。この休眠会社は数ある事業目的の一つに金融貸付営業が掲げられており、商号もそれまでの構想にあった日本相互殖産ではなく広瀬寿夫の一文字をとった寿殖産興業として、1949年（昭和24年）4月20日改組登記がなされ、当行の前身である寿殖産興業株式会社が開業した。

### 無尽免許申請と内紛
その後も正規の金融機関として無尽業免許を目指し、同年8月19日に登記上の本店を実質的な事業地である高松市八坂町に移し、10月30日には会社の登記簿上の事業目的を金銭貸付業のみとした。
そして無尽業免許申請を控えた翌1950年（昭和25年）3月10日には本店を六番町31番地に移転し、同月31日には寿殖産無尽株式会社に商号変更し、無尽免許を申請した。
この頃、無尽業免許取得に向けての体制づくりによって社内は一応のまとまりを持っていたものの、複数の代表取締役を置く多頭制経営の弊害により、香川派と徳島派に分かれた役員陣が職員をも巻き込んだ派閥争いを見せ、さらにその中でも旧千代田生命派と志度役員派が分派し、少数の中立派を交えて良識ある役員を嘆かせた。最終的にこの内紛を収束させる意味からも代表取締役を小西俊雄一人にし、創業に尽力した広瀬も会社から身を引いた。

### 大蔵省検査によって生まれた兵庫無尽との関係
そのような混乱のさなか、無尽免許の申請を受けた大蔵省による金融検査が1950年（昭和25年）6月23日に開始。主任検査官の根橋はこの会社の経営状態に驚愕する。経理状態が乱脈を極め経費支出に不正・不明朗項目があること、経営責任者に筋の通った中心人物を欠き、かつ職員は素人ばかりの寄せ集めのため業務遂行能力に乏しいこと、それが経理の乱脈と一体をなし、処理が不完全かつ正確性を失い、なおかつ人員の雇傭が不十分で正確な人数さえ把握していないことが指摘された。さらにこの年の3月末第1期決算において相当の赤字を出しており、預金をそのまま経費に計上していたほか、融資内容が著しく悪く、実質赤字は1億円に達する状況にあった。
検査官根橋は、このままでの無尽業免許は到底不可能である一方、放置して倒産させると多数の掛金者に被害を及ぼすことから、正常経営に持っていくための施策を講じる。資金と人材を送り込みから始め、最悪の場合他の強力な無尽会社への吸収合併および営業譲渡もやむなしとした。しかし当時の四国に存在した無尽会社は経営状態が芳しくなく、範囲を広げた関西から当時業界トップクラスの地位にあった兵庫無尽に白羽の矢が立った。検査官根橋は兵庫無尽の山本社長と長谷川常務に会見し、この会社の立て直しについて数回の話し合いを行った結果、山本社長の決断により救援が決定。それまでの措置として大蔵省は、不適格役職員の整理、可能な限りの経営面の整理・明朗化、未払込株式の役員責任による満額払い込み、兵庫無尽による正式経営引き受けまでの経費支出の差し止めなど厳しい制限を課した。経営立て直しに向けた兵庫無尽の役員を送り込みに対し、社内の一部では反対機運を盛り上げようとする役員もいたが、社長・小西俊雄を中心とする役員の説得もあり、同年8月13日の取締役会で兵庫無尽との契約書を承認の上、全役員が辞任届を提出し、同月29日の取締役会で兵庫無尽出向の社長として長谷川寛雄が就任した。

### 無尽業免許交付へ
この経営立て直し問題により寿殖産無尽株式会社に対する無尽業免許交付は宙に浮いたものとなっていたが、兵庫無尽の救援により免許交付に向けた体制は整うことになる。そして1950年（昭和25年）9月28日、大蔵大臣より無尽業法に基づく無尽業免許が交付され、寿殖産無尽は正式に無尽会社として認可された。
これに先立ち9月1日には、本店をその後に続く中央通り沿い（三番町30番地）に新築移転している。

### 相互銀行への転換
1951年（昭和26年）10月20日は全国の無尽会社が一斉に相互銀行に転換した。しかし弱小とされた当行を始めとする9社はその中に入れず、取り残されることによる対外信用の低下を避けられなかった。同時に大蔵省の態度が厳しくなることで、増資額が発行する株式数しか認められない・営業区域の拡張や営業店の新設も再三再四の要望陳情を繰り返えさなければならない・預金業務が本店しか認められないなど、実務の面からも大きな不利を強いられた。
その後人事刷新によって新卒一括採用を導入することで人材の定着率を向上させるなどの経営改革を行ったことで、1952年（昭和27年）5月30日相互銀行営業免許を交付され、寿殖産無尽株式会社は相互銀行に転換・改称の上高松相互銀行となる。商号については行内募集・一般募集によって清新な名称にする狙いがあったが、適当なものが無かったため、結局本店所在地から「高松」とした。

### 兵庫相互銀行への合併
兵庫相互銀行（旧兵庫無尽）との関係は無尽時代から続くもので、乱脈経営による膨大な赤字と上層部の派閥争いで死に体の寸前だった当行を救済し、他行に取り残されていた相互銀行転換を実現させた、いわば高松相互銀行の生みの親である。その後当行は兵庫相互銀行出身の社長の下、役職員の努力でようやく経営は健全化し、「小さいけれども内容のいい相互銀行」といえるまでになった。しかし、社会が自由化の真っただ中にある当時においてはこの「小ささ」が致命的であると考えられ、1969年（昭和44年）の金融二法成立を前後して金融制度調査会では中小金融制度のあり方が審議されていた。
そのように当行の中でも合併が不可避であると認識され始めていた中、翌1971年（昭和46年）3月11日に第一銀行と日本勧業銀行の合併が発表されたことは衝撃的であり、遂に同月29日には社長林宥治から兵庫相互銀行との合併の方針が発表された。その理由としては、やはり日本経済が自由化する世界経済に取り込まれていく中、当行のように体質の弱い小型金融機関が独立した経営を維持していくことが困難と思われたからである。当行は金融機関として後発であり、過去4年間をみても当行の預金量は大きく伸張してきたが同じく伸張を続ける相互銀行の平均に追いつくことはできず、さらに経済規模に劣る四国という立地条件においては単独で飛躍的発展を遂げる望みは薄かった。また、当時公定歩合の引き下げムード等により貸出金利が低下していくことが予想され、ただでさえ一人当たりの経常利益は低く、規模の拡張以上に人件費・物件費が増長し、利ざやが縮小する傾向にあるのは規模の差異を主因とした経営効率の悪さに他ならなかった。その影響で一人当たりの給与と賞与の平均額は兵庫相互銀行と比較して33.1パーセントも低く、収入の安定性を欠く当行では優秀な人材の確保が極めて困難になっていた。
合併期日を発表のわずか半年後である同年10月1日としたのには、対等の条件で合併したいという時期的な理由があった。その一つが合併時の株式である。当時の株式相場は兵庫相互銀行135円に対し、当行が65円でおよそ半分であり、通常では兵庫相互銀行1株に対して、当行2株が相当する。しかし、当行の店舗行政や合併促進行政によるメリットを肯定的に勘案し、当行を優遇する形で1:1の条件とした。これを兵庫相互銀行の株主に納得させる方法として、すでに決定している兵庫相互銀行の増資のタイミングが合併前日の9月30日であり、増資前の株式3に対して新株1を割り当てることで114円ほどになった兵庫相互銀行の株と、合併発表によって値上がりした当行の株価をサヤ寄せすることを狙ったものである。
合併発表に続いて4月30日には両行社長によって合併契約書調印が行われ、そこから約5か月間をかけて法律的な手続きや、株主・労働組合の調整、合併後の従業員の労働条件に関する覚書の締結などが急ピッチで行われ、9月21日に大蔵大臣の合併認可が下り、予定通り1971年（昭和46年）10月1日に両行は合併し、高松相互銀行は約21年の歴史に幕を下ろした。
相互銀行同士の合併では当時福岡相互銀行（現福岡シティ銀行）と正金相互銀行（現福岡中央銀行）が合併交渉を行っていると報じられていたが、実際は当行と兵庫相互銀行が第1号であり、相互銀行の再編成という意味で業界に極めて大きな影響を与えた。この合併について当時四国財務局長の加藤博太郎は「四国から相互銀行が一つ消えてゆくことは淋しいことではあったが、大局的には結構なことであり推進した。」と回顧している。

### 合併後
日本の金融史において歴史的といわれた当行との合併時、全国トップクラスの相互銀行であった兵庫相互銀行は、バブル時代に向かって成長の一途をたどる。80年代に入ると預金量と貸出量は増大し始め、1987年には預金量が1年に1兆円も増大し、1985年の資産1.8兆円、資本金110億円が、ピークの1990年3月にはそれぞれ4.4兆円の2.4倍、640億円の5.8倍へと急膨張、当時第二地方銀行最大手となった。1989年（平成元年）2月1日に普通銀行に転換すると、バブル景気もあって株価は5倍に高騰した。しかし、内情は1985年度から1994年度までの主要業種別の貸出件数は、製造が4000件弱が2000件強へと半減、卸小売飲食が9000件強からほぼ半減している。そして、1990年1月に始まる東証株価下落によりバブル崩壊が始まると、1992年6月には関連ノンバンクの経営悪化が表面化し、当行社長も務めた長谷川会長が引責辞任した。預金は最盛期の1991年3月につけた3.7兆円から、1992年3月には3.2兆円、1993年3月には2.4兆円と3/4にまで減少。株価も1/3に急落した。経営危機が公然化し資金不足は深刻化する事態となり、総資産の17％近くを日銀融資に保障されたコール市場から調達、さらには高金利の譲渡性預金をかき集め何とか資金の目途を付けていたものの、拡大路線により製造業や卸小売飲食といった地域の主要産業を放置して、不動産や株式投資に注力していたことでバブル期の貸出増加分がほぼ全て不良債権化したため、ここでも日本の金融史において歴史的といわれる戦後初の銀行破綻となってしまった。
1996年（平成8年）1月29日、破綻した兵庫銀行の営業は前年10月27日に設立されたみどり銀行へ引き継がれたが、旧兵銀の不良債権を引き継いだことや、信用力の低下によって営業利益が見込みを下回った結果、償却不足となり、早くも1998年にはみどり銀行の経営危機が表面化した。結局、同年5月にみどり銀行を破綻させ、1999年（平成11年）4月1日に同じく第二地銀であったさくら銀行系の阪神銀行が救済合併しみなと銀行に改称して再スタートを切った。
この時点で旧高松相互銀行時代の店舗は大半が整理され、高松支店・鳴門支店・岡山支店の3店舗が残るのみとなっていたが、みなと銀行合併直前の1999年（平成11年）1月8日（営業最終日）には遂にこの3店舗も廃止され、業務は神戸営業部に継承された。このように時代の潮流とはいえ、巨大化する経済機構の中に取り込まれるとき、規模拡大が存続の必須条件とされた弱小銀行がより大きな規模を目指し、経済規模の小さな四国という立地条件を超越しようとしたものが、バブル景気に乗った拡大路線とその時の不良債権が足かせとなった後身銀行の破綻に次ぐ破綻で、逆に経営規模は縮小し旧高松相互銀行時代の痕跡はことごとく消滅する結果となった。

## 沿革
- 1949年（昭和24年）
  - 4月20日 - 休眠会社である志度商事株式会社を寿殖産興業株式会社に商号変更して開業。
  - 8月19日 - 登記上の本店を実質的な業務地である高松市八坂町964番地に移転（旧・大川郡志度町大字志度797番地）。
- 1950年（昭和25年）
  - 3月10日 - 本店を高松市六番町31番地に移転。
  - 3月31日 - 寿殖産無尽株式会社に商号変更。
  - 9月1日 - 本店を高松市三番町30番地に新築移転[† 1]。
  - 9月28日 - 無尽業法による無尽業免許。（創業日）
- 1951年（昭和26年）10月17日 - 営業区域に高知県・愛媛県一円を加え、四国4県とする。
- 1952年（昭和27年）5月30日 - 相互銀行に転換し、株式会社高松相互銀行に商号変更。
- 1953年（昭和28年）
  - 4月1日 - 営業店における「業務取次所」及び「会場」を廃止し「出張所」に変更。
  - 9月30日 - 資金量10億円突破[† 3]。
- 1958年（昭和33年）1月11日 - 営業店を四国4県別のブロック制とする。
- 1964年（昭和39年）3月31日 - 資金量100億円突破。
- 1969年（昭和44年）3月31日 - 資金量200億円突破。
- 1971年（昭和46年）
  - 3月31日 - 資金量300億円突破。
  - 10月1日 - 兵庫相互銀行との合併に伴い消滅。

## 資本金
| 日付                       | 増資額      | 資本金      | 備考                                    |
| -------------------------- | ----------- | ----------- | --------------------------------------- |
| 1920年（大正9年）3月10日   |             | 10万円      | 志度商事株式会社として発足              |
| 1949年（昭和24年）4月25日  | 90万円      | 100万円     | 4月20日、寿殖産興業株式会社と商号変更   |
| 1949年（昭和24年）6月20日  | 100万円     | 200万円     |                                         |
| 1949年（昭和24年）8月15日  | 500万円     | 700万円     |                                         |
| 1949年（昭和24年）10月20日 | 300万円     | 1000万円    |                                         |
| 1950年（昭和25年）4月11日  | 500万円     | 1500万円    | 3月31日、寿殖産無尽株式会社と商号変更   |
| 1951年（昭和26年）11月1日  | 500万円     | 2000万円    |                                         |
| 1952年（昭和27年）8月28日  | 1000万円    | 3000万円    | 5月30日、株式会社高松相互銀行と商号変更 |
| 1952年（昭和27年）12月10日 | 1000万円    | 4000万円    |                                         |
| 1953年（昭和28年）12月10日 | 2000万円    | 6000万円    |                                         |
| 1961年（昭和36年）2月1日   | 4000万円    | 1億0000万円 |                                         |
| 1963年（昭和38年）2月1日   | 5000万円    | 1億5000万円 |                                         |
| 1967年（昭和42年）3月31日  | 1億5000万円 | 3億0000万円 |                                         |
| 1970年（昭和45年）3月31日  | 2億0000万円 | 5億0000万円 |                                         |

## 歴代代表者
| 代   | 氏名       | 期間                            | 備考                                |
| ---- | ---------- | ------------------------------- | ----------------------------------- |
| 1    | 白井清香   | 1949年4月20日 - 1949年6月1日    | 寿殖産興業 代表取締役社長           |
| 2    | 藤井新一   | 1949年6月1日 - 1950年3月31日    | 寿殖産興業 代表取締役社長           |
| 3    | 小西俊雄   | 1950年3月31日 - 1950年8月29日   | 寿殖産無尽 代表取締役社長           |
| 4・1 | 長谷川寛雄 | 1950年8月29日 - 1956年4月30日   | 兵庫無尽出向 京大法卒               |
| 2    | 林宥治     | 1956年4月30日 - 1962年10月29日  | 兵庫相互銀行出向 立命大専門部法科卒 |
| 3    | 斉藤勝治郎 | 1962年10月29日 - 1966年10月28日 | 兵庫相互銀行出向 神戸高商卒         |
| 4    | 林宥治     | 1966年10月28日 - 1971年10月1日  | 再任 兵庫相互銀行より転籍           |

## 営業店
合併直前の1971年（昭和46年）9月30日時点の店舗数は支店25、出張所4の計29店舗。営業店の名称は「支店」の他、初期には「取次所」と「会場」があったが、1953年（昭和28年）4月1日に廃止され存続店舗は「出張所」として新設された。番町の本店は合併直後に解体の上、跡地には1978年5月に住友生命高松ビルが竣工したほか、唯一建物が現存していた旧瓦町支店は歯科医院として利用されていたが、2021年に解体され、高松相互銀行の痕跡は完全に消失した。
この他、三条支店の新設を合併直前の1971年（昭和46年）1月11日に四国財務局へ申請し、8月13日に認可、そして合併後の同年12月7日に兵庫相互銀行三条支店として高松市上之町三丁目9番22号に新設している。
その後当行本店営業部の流れを汲む高松支店は、兵庫相互銀行時代からみどり銀行時代の撤退に至るまで高松市磨屋町9番地2に所在していた。1999年に高松支店が撤退して以降は、同ビルを日興コーディアル証券（現・SMBC日興証券）高松支店がビル建替えのため仮営業所として使用した後、2004年に解体され、跡地にはファミリーマート高松磨屋町店が開業している。
香川ブロック
- 本店営業部：高松市番町一丁目6番3号
- 本店営業部平木出張所：木田郡三木町大字平木119番地
- 花園支店：高松市観光通二丁目8番27号
- 瓦町支店：高松市瓦町一丁目12番地
- 丸の内支店：高松市丸の内10番20号
- 香西支店：高松市香西東町329番地の11
- 仏生山支店：高松市仏生山町字伊勢地甲344番地の3
- 志度支店：大川郡志度町大字志度797番地[† 4]
- 小豆支店：小豆郡土庄町渕崎甲2027番地の3
- 小豆支店内海出張所：小豆郡内海町安田字大川甲41番地の1[† 5]
- 坂出支店：坂出市入船町一丁目1番4号
- 丸亀支店：丸亀市富屋町42番地の1
- 観音寺支店：観音寺市観音寺町字白浜甲1087番地の26
- 観音寺支店山本出張所：三豊郡山本町大字財田西字河内川487番地の1[† 6]
- 観音寺支店詫間出張所：三豊郡詫間町大字松崎字浜709番地[† 7]
- 岡山支店：岡山県岡山市柳町二丁目10番22号[† 8]

徳島ブロック
- 徳島支店：徳島市西船場町一丁目5番地
- 鴨島支店：麻植郡鴨島町鴨島454番地の5[† 9]
- 池田支店：三好郡池田町2195番地の1[† 10]
- 鳴門支店：鳴門市撫養町南浜字東浜66番地の3
- 富岡支店：阿南市富岡町木松22番地の3

高知ブロック
- 高知支店：高知市本町58番地
- 下知支店：高知市知寄町一丁目61番地
- 山田支店：香美郡土佐山田町西本町二丁目4番2号[† 11]

愛媛ブロック
- 松山支店：松山市勝山町二丁目7番地の4
- 今治支店：今治市常盤町四丁目1番地の11
- 西条支店：西条市本町字弁財天706番地の9
- 新居浜支店：新居浜市中須賀町二丁目2番7号
- 三島支店：伊予三島市中央一丁目5番1号[† 12]

### 注
1. 1 2  1958年7月11日、戦災復興土地区画整理事業の換地処分により高松市四番町1番地2、1968年4月15日、住居表示実施により高松市番町一丁目6番3号に所在地名変更。
2. ↑  「中小企業金融制度の整備改善のための相互銀行法，信用金庫法等の一部を改正する法律」「金融機関の合併及び転換に関する法律」を指す
3. ↑  資金量＝相互掛金＋預金
4. ↑  現・さぬき市志度797番地
5. ↑  現・小豆島町安田字大川甲41番地1
6. ↑  現・三豊市山本町財田西字河内川487番地1
7. ↑  現・三豊市詫間町松崎字浜709番地
8. ↑  現・岡山市北区柳町二丁目10番22号
9. ↑  現・吉野川市鴨島町鴨島454番地の5
10. ↑  現・三好市池田町2195番地1
11. ↑  現・香美市土佐山田町西本町二丁目4番2号
12. ↑  現・四国中央市三島中央一丁目5番1号